# Alonzo Mourning
Alonzo Harding Mourning Jr. (Chesapeake, 8 februari 1970) is een Amerikaans voormalig professioneel basketballer. De center won onder meer de gouden medaille op de Olympische Zomerspelen 2000 en werd twee keer verkozen tot verdedigende speler van het jaar in de NBA. Zijn laatste team Miami Heat verklaarde in februari 2009 dat Mournings shirtnummer 33 als eerbetoon het eerste werd dat de club terugtrok uit de competitie, zodat na Mourning geen Miami-speler het nog zal dragen.
Mourning, die de bijnaam Zo droeg, speelde gedurende zijn carrière voor de Charlotte Hornets (1993–1995), de Miami Heat (1995–2002), de New Jersey Nets (2003–2004) en opnieuw de Miami Heat (2005–2007). Met de Heat werd hij in 2006 kampioen. Mourning werd in 1994, 1995, 1996, 1997, 2000, 2001 en 2002 gekozen in het NBA All-Star Team. In 2014 werd hij opgenomen in de Basketball Hall of Fame.

## Nierproblemen
Dokters constateerden voor aanvang van het seizoen 2000/01 dat Mourning leed aan de nieraandoening FSGS. Hij miste daardoor de eerste vijf maanden van het seizoen. Toen hij weer ging spelen, verergerden zijn klachten, waardoor hij het seizoen 2002/03 helemaal niet in actie kwam. De Miami Heat verlengde zijn contract niet. Mourning tekende daarop in 2003 bij de New Jersey Nets, maar stopte in november met basketbal vanwege zijn aandoening. Daarop onderging hij in december een niertransplantatie waarbij hij een nier ontving van zijn neef Jason Cooper, waarop hij in 2004/05 terugkeerde bij de Nets. 

1 Wright · 
3 Wade · 
5 D. Anderson · 
8 Walker · 
20 Payton · 
24 Kapono · 
30 Barron · 
32 O'Neal · 
33 Mourning · 
40 Haslem · 
42 Posey · 
49 S. Anderson · 
51 Doleac · 
55 Williams · 
Coach Riley
- Gemeinsame Normdatei: 13811224X
- International Standard Name Identifier: 0000 0000 7885 2079
- Library of Congress Control Number: n95009567
- Virtual International Authority File: 88174505
- WorldCat: E39PBJm9f4MCDrJpD7v36TMgKd